# Kurt Prödel
Kurt Prödel (* 1991, Pseudonym) ist ein deutscher Multimedia-Künstler, Musiker und Schriftsteller.
Kurt Prödel wurde einer breiteren Öffentlichkeit zunächst durch seine Humor- und Medienkunst-Beiträge auf Twitter bekannt, u. a. montierte er ein Video vom 17-minütigen Elfmeterschießen im Viertelfinalspiel Deutschland gegen Italien bei der Fußball-EM 2016, für das er die die Ausschnitte aller Elfmeterschützen in einem Video übereinanderlegte und auf diese Weise gleichzeitig schießen ließ. Der Clip ging viral und wurde auf Betreiben der UEFA gesperrt, was zu einer Netzkultur-Debatte über Remixe und Zitate führte. Zeitgleich drehte er Musikvideos (u. a. für LGoony und Money Boy), gründete die Punkband The Screenshots (gemeinsam mit Dax Werner und Susi Bumms) und trat als Sidekick in der Late-Night-Show Studio Schmitt auf.

## Autor
Im Januar 2025 veröffentlichte Prödel im Ullstein Verlag seinen Debütroman Klapper, eine Coming of Age-Geschichte, die in der deutschen Provinz des Jahres 2011 spielt. Vom SRF beschrieben als „Jugendroman, der vom Sound und Gamer-Slang der Nullerjahre geprägt ist, und der gerade wegen seiner scheinbar einfachen Machart beeindruckende Tiefe erreicht“, wurde Klapper in der Süddeutschen Zeitung als „ein feiner Roman, ein lustiger Roman, der, gerade wenn man glaubt, alles daran verstanden zu haben, noch mal komplett die Richtung wechselt“ besprochen. Der WDR kommentierte: „Dabei erzählt der Roman Klapper leise, einfühlsam und witzig von der Suche nach Orientierung.“ Für Clemens J. Setz (in seiner Rezension für die FAZ) liegt die Stärke des Romans in der „in starksehnig muskelspielender, virtuos durch alle Register springender Sprache festgehaltenen Textur dieses jungen, noch schmerzhaft ungeformten Lebens.“
Im März 2025 wurde Prödel mit dem lit.Cologne Debütpreis 2025 ausgezeichnet.